# Darío Castrillón Hoyos

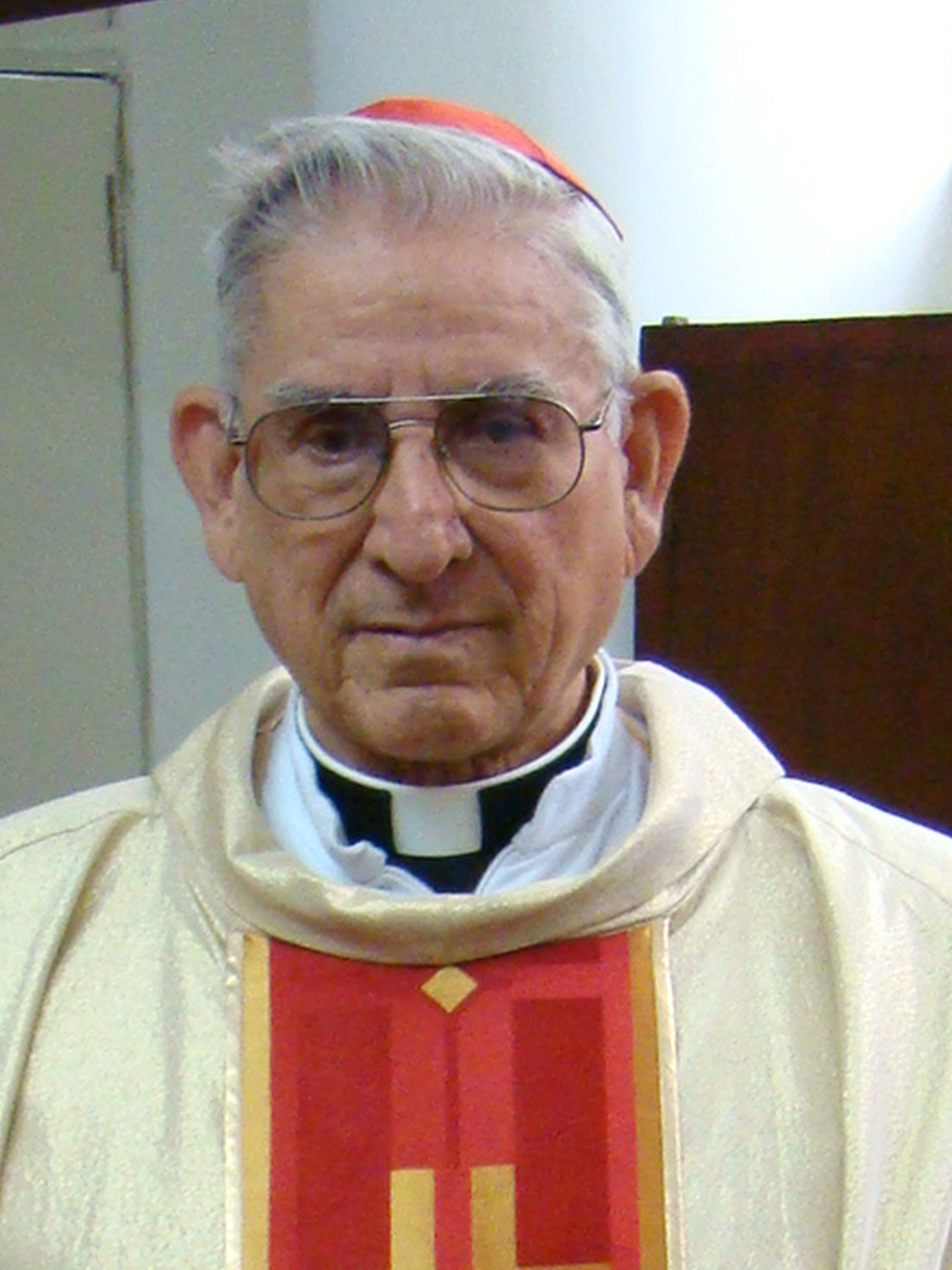
Darío Castrillón Kardinal Hoyos (2008)

Signatur des Kardinals (2011)

Kardinalswappen

Darío Kardinal Castrillón Hoyos (* 4. Juli 1929 in Medellín, Kolumbien; † 18. Mai 2018 in Rom, Italien) war ein Kurienkardinal der römisch-katholischen Kirche. Er war von 1996 bis 2006 Präfekt der Kongregation für den Klerus und amtierte zuvor als Erzbischof von Bucaramanga.

## Leben
Darío Castrillón Hoyos studierte Katholische Theologie und Philosophie am Seminar von Antioquia in Medellín und am Seminario de Santa Rosa de Osos sowie der Päpstlichen Universität Gregoriana in Rom. Er wurde in Kanonischem Recht promoviert. Zusätzlich spezialisierte er sich in den Bereichen Religionssoziologie, Wirtschaftsethik und Politikwissenschaften und studierte an der Fakultät für Soziologie an der Katholieke Universiteit Leuven, Belgien. 1952 empfing er in Rom das Sakrament der Priesterweihe durch Erzbischof Alfonso Carinci, Sekretär der Heiligen Ritenkongregation. Castrillón Hoyos beherrschte acht Sprachen, darunter auch Deutsch. Er war zunächst als Kaplan in zwei ländlichen Pfarrgemeinden und anschließend als Dozent für Kirchenrecht eingesetzt. Er war Direktor der Cursillo, Direktor des Nationalen Pastoralprogramms und der Legión de María und Offizial an der Diözesankurie Santa Rosa de Osos. Er war Direktor der Hörfunkschulen, Diözesandelegierter der Katholischen Aktion (1959), Kirchenassistent der Katholischen Arbeiterjugend, Diözesandirektor der Katechese, Inspektor des Diözesanamtes für Volkskultur (1962) und Generalsekretär des kolumbianischen Episkopats.
1971 wurde Darío Castrillón Hoyos von Papst Paul VI. zum Koadjutorbischof von Pereira und zum Titularbischof von Villa Regis ernannt. Am 18. Juli 1971 spendete ihm der damalige Apostolische Nuntius von Kolumbien, Angelo Palmas, die Bischofsweihe; Mitkonsekratoren waren Aníbal Muñoz Duque, Koadjutor-Erzbischof von Bogotá, und Baltasar Álvarez Restrepo, Bischof von Pereira. Sein Wahlspruch war Christus in vobis spes gloriæ.
1976 wurde er von Bischof von Pereira. Von 1983 bis 1987 war er Generalsekretär, von 1987 bis 1991 Präsident des Lateinamerikanischen Bischofsrats (CELAM). 1992 ernannte ihn Papst Johannes Paul II. zum Erzbischof von Bucaramanga, nahe der Grenze zu Venezuela. 1996 wurde Castrillón Hoyos zum Präfekten der Kongregation für den Klerus ernannt. Er arbeitete auch an der Veröffentlichung des neuen Katechismus der Katholischen Kirche mit.
Am 21. Februar 1998 wurde er als Kardinaldiakon mit der Titeldiakonie Santissimo Nome di Maria al Foro Traiano in das Kardinalskollegium aufgenommen. Im April 2000 übernahm er außerdem die Leitung der Päpstlichen Kommission Ecclesia Dei. Von 2004 bis 2010 war er Großprior des Konstantinordens.
Kardinal Castrillon nahm am Konklave 2005 teil, wegen der Altersgrenze von 80 Jahren aber nicht am Konklave 2013.
Am 31. Oktober 2006 nahm Papst Benedikt XVI. das Rücktrittsgesuch des Kardinals vom Amt des Präfekten der Kongregation für den Klerus an. Vom 23. Februar 2007 bis 1. März 2008 bekleidete er das Amt des Kardinalprotodiakons. Am 1. März 2008 wurde Darío Kardinal Castrillón Hoyos zum Kardinalpriester pro hac vice erhoben. Papst Benedikt XVI. nahm am 8. Juli 2009 das von Darío Castrillón Hoyos aus Altersgründen vorgebrachte Rücktrittsgesuch vom Amt des Präsidenten der Päpstlichen Kommission Ecclesia Dei an.
Er starb am 18. Mai 2018.

## Wirken
Er war seit 2000 beauftragt, die Verhandlungen mit den vier 1988 exkommunizierten Bischöfen der Priesterbruderschaft St. Pius X. zu führen, die zur Anerkennung der päpstlichen Autorität durch diese führten und damit nach Kirchenrecht die Rücknahme der Exkommunikation am 24. Januar 2009 zur Folge hatten – bei weiterhin bestehender Suspension und dem damit einhergehenden Verbot, als Bischöfe zu handeln, da ihre Bischofsweihen weiterhin als unerlaubt angesehen werden und sie somit nicht als Bischöfe der Katholischen Kirche handeln können.
Nach weltweiten Protesten wegen der am gleichen Tag wieder in die Öffentlichkeit getragenen Holocaustleugnung Richard Williamsons erklärte er, von dieser Haltung vorher nichts gewusst zu haben. Mitte 2009 erklärte der schwedische Bischof Anders Arborelius, dass er im Vatikan „jeden, der für die Piusbruderschaft zuständig ist“, bereits im November 2008 über Williamsons Holocaust-Leugnungen unterrichtet hatte.
Darío Castrillón Hoyos ging als Bischof von Pereira nachts durch die Straßen von Pereira, der Hauptstadt der Kaffeeregion Kolumbiens, gab „Bettlern und Verrückten heißen Kaffee und Brot“; dies berichtete der Literaturnobelpreisträger Gabriel García Márquez 2001 in einer Reportage über den Kardinal Castrillón Hoyos. Auch nach dem spurlosen Verschwinden von Obdachlosen intervenierte er in seinen Predigten und brachte den örtlichen Polizeichef zu Fall; die toten Obdachlosen konnten ausfindig gemacht werden. Als Milchmann verkleidet konnte er sich Zugang verschaffen zu dem später erschossenen Drogenbaron Pablo Escobar, den er zum Aufgeben überreden wollte.
Castrillón Hoyos war befreundet mit Pater Werenfried van Straaten OPraem, Begründer des internationalen Hilfswerkes Kirche in Not. Darío Castrillón Hoyos hielt bei der Trauerfeier zum Tod von Pater Werenfried am 7. Februar 2003 im Limburger Dom den Nachruf.
Im April 2010 wurde ein Brief vom September 2001 bekannt, in dem Kardinal Hoyos dem französischen Bischof Pierre Pican, der einen schweren Fall von sexuellem Missbrauch an Kindern durch den Diözesanpriester René Bissey nicht angezeigt hatte und dafür verurteilt worden war, dafür dankte, dass er „das Gefängnis dem Verrat an einem Priesterbruder vorgezogen“ habe. Vatikan-Sprecher Lombardi distanzierte sich vom Inhalt dieses Briefes.

## Mitgliedschaften in der römischen Kurie
Darío Kardinal Castrillón Hoyos war Mitglied der folgenden Kongregationen und Räte der Römischen Kurie:
- Kongregation für die Bischöfe (seit 2001)[11]
- Kongregation für die Evangelisierung der Völker
- Kongregation für das Katholische Bildungswesen
- Kongregation für den Gottesdienst und die Sakramentenordnung (seit 2002)[12]
- Päpstlicher Rat für die Gesetzestexte
- Päpstlicher Rat für die sozialen Kommunikationsmittel
- Päpstliche Kommission für Lateinamerika